# Usina Hidroelétrica Mário Lopes Leão
A Usina Hidrelétrica de Promissão (Mário Lopes Leão) é uma usina hidrelétrica brasileira localizada no estado brasileiro de São Paulo, próxima às cidades paulistas de Promissão e Ubarana, e represa as águas do rio Tietê.

## Características
Com potência instalada de 264 MW, por meio de três turbinas tipo Kaplan que operam com um desnível máximo de 27,4 m, é a segunda usina da AES Tietê em capacidade, no rio Tietê. Está a jusante da usina de Ibitinga e nas proximidades da corredeira de Lajes. Suas obras civis se iniciaram em janeiro de 1966, e o primeiro gerador entrou em operação em julho de 1975. Dois anos depois, foi concluída.
A barragem tem extensão de 3.630 m, e reservatório abrange 530 km2 de área. A implantação da hidrovia Tietê-Paraná beneficiou a atividade de cultivo da cana-de-açúcar.

## Dados técnicos
Reservatório
- Área: 530 km²
- Cota máxima útil: 384,00 metros
- Cota mínima útil: 379,70 metros [1]
- Volume útil de água acumulado: 2.128 x 1.000.000 m³

Vertedouro
- Número de comportas: 1 de superfície e 5 de fundo
- Altura da queda d'água: 27,4 m

Capacidade instalada
- Três turbinas do tipo Kaplan, com 88 MW de potência cada uma

Subestação elevadora
- Número de circuitos: 6
- Tensão elétrica nominal: 138 kV

Dimensões da eclusa
- A eclusa para navegação foi concluída em 1986, com largura útil de 12 m, comprimento de 142 m e calado de 3,50 m.